# Brit Királyi Földrajzi Társaság
A Brit Királyi Földrajzi Társaság (Royal Geographical Society) Nagy-Britanniában 1830-ban alakult meg Londoni Földrajzi Társaság néven. Székhelye ma is Londonban van, a Lowther Lodge épületben.

## Története
A társaság 1830-ban alakult meg a modern földrajztudomány megteremtése és fejlesztése céljából. A 19. század első felétől a geográfusok sorra alakították a szakmai eszmecserére alkalmas tudományos társaságokat, és Európa nagyvárosaiban is egymás után jöttek létre földrajzi társaságok. A Londoni Földrajzi Társaság 1830-as megalakulása követte a Párizsban 1821-ben, Berlinben 1828-ban szerveződött társaságok megalakulását. 1854-ben Szentpéterváron, 1851-ben New Yorkban, Magyarországon 1872-ben a Magyar Földrajzi Társulat 250 taggal, Hunfalvy János elnökletével alakult meg.
A földrajzi társaságok között a Londoni Földrajzi Társaság rendelkezett a legnagyobb alaptőkével és jövedelemmel és a legmagasabb taglétszámmal. Felhasználva pénzügyi lehetőségeit a 19. században számos felfedező utat támogatott vagy pártolt, többek között Brit Guyanába (Robert Hermann Schomburgk), Afrikába (David Livingstone, Richard Francis Burton, John Hanning Speke, James Augustus Grant, Joseph Thomson) és az Északi-sarkra (John Franklin, George Nares).
A társaság aktivitása a 20. században is folytatódott; támogatásukkal számos expedíció indult a Déli-sarkra, a Mount Everestre és trópusi területekre is.